# Deutsche Leichtathletik-Meisterschaften 2025
Die 125. Deutschen Leichtathletik-Meisterschaften fanden vom 31. Juli bis zum 3. August 2025 im Dresdner Heinz-Steyer-Stadion statt. Sie wurden im Rahmen der Veranstaltung Die Finals – Dresden 2025 ausgetragen. Im Gegensatz zur Praxis der vergangenen Jahrzehnte wurden in diesem Jahr auch der Sieben- und Zehnkampf in den Rahmen der Hauptveranstaltung eingebettet. Dazu wurde das Event auf vier Tage verlängert, wobei an den ersten beiden Tagen neben den Mehrkämpfen nur noch die Finalläufe über 5000 Meter der Frauen und Männer am Freitag Abend ausgetragen wurden.
Die Zuschauerresonanz und Stimmung waren für alle Wettbewerbe dieser sogenannten Finals mit Deutschen Meisterschaften in zahlreichen verschiedenen Sportarten ausgezeichnet. Auch die Leichtathletikwettkämpfe im Heinz-Heyer-Stadion, das am Samstag und Sonntag ausverkauft war, profitierten von dieser besonderen Atmosphäre und waren gekennzeichnet von vielen spannenden und packenden Entscheidungen.

## Ausgelagerte Wettbewerbe
Wie üblich wurde und wird ein Teil der Meisterschaftswettbewerbe aus unterschiedlichen Gründen nicht während der Hauptveranstaltung ausgetragen.
Dazu ein Überblick:

### Wettbewerbe mit bereits feststehenden Terminen
- 50-km-Straßenlauf (DUV): am 22. Februar in Ubstadt-Weiher im Rahmen des HaWei50s[4]
- 100-km-Straßenlauf (DUV): am 29. März 2025 in Grünheide (Mark)
- Marathon: am 6. April 2025 in Hannover im Rahmen des Hannover-Marathons[5]
- Straßengehen: am 13. April 2025 in Kelsterbach[6]
- Halbmarathon: am 19. April 2025 in Paderborn im Rahmen des Paderborner Osterlaufes[7]
- Ultratrail (DUV): am 26. April 2025 in Ebermannstadt im Rahmen des Ultratrails Fränkische Schweiz[8]
- 10.000 Meter: am 3. Mai 2025 in Hamburg[9]
- Langstaffeln (4 × 400 m, 3 × 800 m, 3 × 1000 m): am 4. Mai 2025 in Hamburg[10]
- Bahngehen: am 31. Mai 2025 in Hildesheim[11]
- 24-Stunden-Lauf (DUV): am 7./8. Juni 2025 in Gotha[12]
- 6-Stunden-Lauf (DUV): am 28. Juni 2025 in Delmenhorst im Rahmen des Burginsellaufs[13]
- Berglauf: am 29. Juni 2025 in Oberstdorf im Rahmen des Nebelhornberglaufs[14]
- 10-km-Straßenlauf: am 7. September 2025 in Siegburg
- Crosslauf: am 29. November 2025 in Darmstadt

## Rekorde
Bereits vor Austragung der Hauptveranstaltung am 2. und 3. August 2025 in Dresden wurden im Rahmen der ausgelagerten Wettbewerbe drei neue Meisterschaftsrekorde (CR) aufgestellt:
- 50-km-Straßenlauf: 3:20:58 h – Sylvie Müller (MTG Mannheim), 22. Februar in Ubstadt-Weiher
- 6-Stunden-Lauf: 84,011 km – Martin Müller (Hamburg Running), 28. Juni in Delmenhorst
- 6-Stunden-Lauf, Mannschaftswertung: 227,77 km – SV Sömmerda (Daniel Greiner, Stefan Thiel, Kevin Schünke), 28. Juni in Delmenhorst

Während der Hauptveranstaltung gab es folgenden weiteren Meisterschaftsrekord:
- 400-Meter-Hürdenlauf: 54,34 s – Eileen Demes (TV 1861 Neu-Isenburg), 3. August in Dresden

## Legende
Kurze Übersicht zur Bedeutung der Symbolik – so üblicherweise auch in sonstigen Veröffentlichungen verwendet:
- CR: Meisterschaftsrekord

## Medaillengewinner
Die folgenden Übersichten fassen die Medaillengewinner und -gewinnerinnen zusammen. Eine ausführlichere Übersicht mit den jeweils ersten acht in den einzelnen Disziplinen findet sich unter dem Link Deutsche Leichtathletik-Meisterschaften 2025/Resultate.
Anmerkung: Bei den Mehrkämpfen (Sieben- und Zehnkampf) gab es keine Mannschaftswertung, da von keinem Verein die vorgeschriebene Anzahl von mindestens drei Athleten/innen den Wettkampf beenden konnte.

### Männer
| Disziplin                                | Gold                                                                                   | Leistung       | Silber                                                                  | Leistung       | Bronze                                                                         | Leistung                                    |
| ---------------------------------------- | -------------------------------------------------------------------------------------- | -------------- | ----------------------------------------------------------------------- | -------------- | ------------------------------------------------------------------------------ | ------------------------------------------- |
| 100 m Wind: ±0,0 m/s                     | Owen Ansah (Hamburger SV)                                                              | 10,23 s00      | Deniz Almas (LG Olympia Dortmund)                                       | 10,25 s00      | Lucas Ansah-Peprah (Hamburger SV)                                              | 10,27 s00                                   |
| 200 m Wind: +1,6 m/s                     | Lucas Ansah-Peprah (Hamburger SV)                                                      | 20,43 s00      | Max Husemann (Eintracht Hildesheim)                                     | 20,58 s00      | Benedikt Thomas Wallstein (LAC Erdgas Chemnitz)                                | 20,66 s00                                   |
| 400 m                                    | Jean Paul Bredau (VfL Wolfsburg)                                                       | 45,46 s00      | Manuel Sanders (TV Wattenscheid 01)                                     | 46,20 s00      | Florian Kroll (LG Osnabrück)                                                   | 46,22 s00                                   |
| 800 m                                    | Alexander Stepanov (VfL Sindelfingen)                                                  | 1:48,69 min    | Tim Holzapfel (LV Pliezhausen)                                          | 1:48,74 min    | Emil Meggle (LG Göttingen)                                                     | 1:49,88 min                                 |
| 1500 m                                   | Robert Farken (SG Motor Gohlis-Nord)                                                   | 3:46,96 min    | Marc Tortell (Athletics Team Karben)                                    | 3:47,67 min    | Mohamed Abdilaahi (Cologne Athletics)                                          | 3:48,10 min                                 |
| 5000 m                                   | Mohamed Abdilaahi (Cologne Athletics)                                                  | 13:50,28 min   | Florian Bremm (LSC Höchstadt/Aisch)                                     | 13:50,42 min   | Maximilian Thorwirth (SFD 75 Düsseldorf)                                       | 13:50,57 min                                |
| 10.000 m                                 | Nils Voigt (TV Wattenscheid 01)                                                        | 28:19,83 min   | Tom Förster (LG Braunschweig)                                           | 28:36,93 min   | Markus Görger (LG Region Karlsruhe)                                            | 28:43,14 min                                |
| Halbmarathon                             | Luca Madeo (LG Filder)                                                                 | 1:05:21 h 0000 | Bastian Mrochen (LG Telis Finanz Regensburg)                            | 1:05:38 h 0000 | Gabriel Lautenschlager (LG Bamberg)                                            | 1:05:48 h 0000                              |
| Halbmarathon Mannschaftswertung          | SG WendenFrederik Jonas Wehner Fabian Jenne Marco Giese                                | 3:23:53 h0000  | Braunschweiger LCNicolai Riechers Daniel Müller Christian Boohs         | 3:31:49 h 0000 | SSC Hanau-RodenbachJulius Hild David Johnson Lukas Abele                       | 3:34:48 h 0000                              |
| Marathon                                 | Samuel Fitwi Sibhatu (Silvesterlauf Trier)                                             | 2:06:29 h0000  | Haftom Welday (Turnerbund Hamburg Eilbeck)                              | 2:11:06 h0000  | Tom Thurley (Potsdamer Laufclub)                                               | 2:12:45 h0000                               |
| Marathon Mannschaftswertung              | Silvesterlauf TrierSamuel Fitwi Sibhatu Mathis Kaufmann André Ramisch                  | 7:11:01 h0000  | ASC 1990 BreidenbachKilian Schreiner Lorenz Rau Jannik Weber            | 7:14:08 h0000  | VfL WolfsburgValentin Harwardt Steffen Hannich Steffen Brinker                 | 7:19:51 h0000                               |
| 50-km-Straßenlauf                        | Tim-Niklas Schwippel (MTV Soltau)                                                      | 2:53:05 h0000  | Frank Merrbach (LG Nord Berlin Ultrateam)                               | 2:56:54 h0000  | Lukas Kley (TV Refrath)                                                        | 2:58:29 h0000                               |
| 50-km-Straßenlauf Mannschaftswertung     | TV RefrathLukas Kley Tim Funken Moritz Ehm                                             | 9:28:05 h0000  | LAZ LudwigsburgRafel Majer Timo Striegel Max Paschke                    | 9:44:34 h0000  | LG Region KarlsruheYannick Weber Stefan Fritz Christoph Hakenes                | 9:49:22 h0000                               |
| 110 m Hürden Wind: −0,4 m/s              | Gregory Minoue (TV Kalkum-Wittlaer)                                                    | 13,48 s00      | Manuel Mordi (Hamburger SV)                                             | 13,48 s00      | Fred Isaac Fleurisson (Eintracht Frankfurt)                                    | 13,92 s00                                   |
| 400 m Hürden                             | Owe Fischer-Breiholz (Königsteiner LV)                                                 | 48,41 s00      | Emil Agyekum (SCC Berlin)                                               | 48,91 s00      | Joshua Abuaku (Eintracht Frankfurt)                                            | 49,25 s00                                   |
| 3000 m Hindernis                         | Karl Bebendorf (Dresdner SC)                                                           | 8:32,90 min    | Frederik Ruppert (LAV Stadtwerke Tübingen)                              | 8:33,79 min    | Niklas Buchholz (LSC Höchstadt/Aisch)                                          | 8:39,98 min                                 |
| 4 × 100 m Staffel                        | LG Stadtwerke MünchenMaximilian Achhammer Karl Gattinger Jonas Hügen Fabian Olbert     | 39,60 s00      | Hamburger SVPaul Erdle Junior Boateng Moritz Mainka Malte Stangenberg   | 39,91 s00      | LG Brillux MünsterHendrik Jürgens Jakob Bruns Nils Hartleif Gabriel Wusu       | 40,06 s00                                   |
| 4 × 400 m Staffel                        | Eintracht FrankfurtPhilip Hennemuth Kai Rechinger Jannik Elias Gutmann Alexander Schön | 3:22,43 min    | LG Nord BerlinJohannes Wuthe Maik Haller Anton Molitor Paul Luis Haller | 3:22,67 min    | TSV GräfelfingMichael Adolf Jonas Schroeder Andreas Kölbl Fabian Riegelsberger | 3:23,04 min                                 |
| 3 × 1000 m Staffel                       | LSC Höchstadt/AischNiklas Buchholz Adrian König-Rannenberg Florian Bremm               | 7:23,15 min    | Königsteiner LVJan Dillemuth Christoph Maximilian Schrick Elija Ziem    | 7:23,59 min    | LG farbtex NordschwarzwaldHenri Hansert Karl Löbe Jens Mergenthaler            | 7:28,15 min                                 |
| 10.000-m-Bahngehen                       | Jonathan Hilbert (LG Ohra Energie)                                                     | 40:38,45 min   | Leo Köpp (LG Nord Berlin)                                               | 41:26,33 min   | Nick Joel Richardt (SV Halle)                                                  | 43:08,12 min                                |
| 20-km-Straßengehen                       | Christopher Linke (SC Potsdam)                                                         | 1:22:48 h 0000 | Leo Köpp (LG Nord Berlin)                                               | 1:22:59 h 0000 | Johannes Frenzl (Eintracht Frankfurt)                                          | 1:23:58 h 0000                              |
| 35-km-Straßengehen                       | Jonathan Hilbert (LG Ohra Energie)                                                     | 2:36:08 h0000  | Carl Dohmann (SCL Heel Baden-Baden)                                     | 2:52:42 h0000  | nur drei Teilnehmer, zwei von ihnen im Ziel                                    | nur drei Teilnehmer, zwei von ihnen im Ziel |
| Hochsprung                               | Tobias Potye (Cologne Athletics)                                                       | 2,26 m         | Falk Wendrich (LAZ Soest)                                               | 2,23 m         | Mateusz Przybylko (TSV Bayer 04 Leverkusen)                                    | 2,17 m                                      |
| Stabhochsprung                           | Gillian Ladwig (Schweriner SC)                                                         | 5,65 m         | Oleg Zernikel (ASV Landau)                                              | 5,60 m         | Louis Pröbstle (MTG Mannheim)                                                  | 5,40 m                                      |
| Weitsprung                               | Simon Batz (MTG Mannheim)                                                              | 7,99 m         | Kevin Brucha (TLV Germania Überruhr)                                    | 7,79 m         | Luka Herden (LG Brillux Münster)                                               | 7,73 m                                      |
| Dreisprung                               | Max Heß (LAC Erdgas Chemnitz)                                                          | 16,37 m        | Mohammad Amin Alsalami (LAC Berlin)                                     | 16,28 m        | Steven Freund (LAC Erdgas Chemnitz)                                            | 15,98 m                                     |
| Kugelstoßen                              | Eric Maihöfer (VfL Sindelfingen)                                                       | 20,10 m        | Tizian Lauria (VfL Sindelfingen)                                        | 19,95 m        | Georg Harpf (LG Stadtwerke München)                                            | 19,12 m                                     |
| Diskuswurf                               | Henrik Janssen (SC Magdeburg)                                                          | 68,41 m        | Steven Richter (LV 90 Erzgebirge)                                       | 68,27 m        | Mika Sosna (TSG Bergedorf)                                                     | 67,24 m                                     |
| Hammerwurf                               | Merlin Hummel (LG Stadtwerke München)                                                  | 78,17 m        | Tim Steinfurth (LG Eppstein-Kelkheim)                                   | 68,67 m        | Lukas Winkler (LAC Erdgas Chemnitz)                                            | 67,37 m                                     |
| Speerwurf                                | Julian Weber (USC Mainz)                                                               | 84,36 m        | Thomas Röhler (LC Jena)                                                 | 78,74 m        | Nick Thumm (VfB Stuttgart)                                                     | 76,18 m                                     |
| Zehnkampf                                | Tim Nowak (SSV Ulm 1846)                                                               | 8140 Pkte.     | Andreas Bechmann (Eintracht Frankfurt)                                  | 7579 Pkte.     | Robin Ott (LA-Team Alzenau)                                                    | 7510 Pkte.                                  |
| Berglauf 9,7 km/1420 Höhenmeter          | Lukas Ehrle (LG Brandenkopf)                                                           | 0:59:32 h0000  | Dominik Notz (LAV Stadtwerke Tübingen)                                  | 1:02:01 h0000  | Julius Ott (SSC Hanau-Rodenbach)                                               | 1:02:40 h0000                               |
| Berglauf Mannschaftswertung              | LG Telis Finanz RegensburgGabriel Wimmer Maximilian Zeus Tobias Ritter                 | 3:15:04 h0000  | SG WendenFabian Jenne Manuel Schräder Markus Mockenhaupt                | 3:22:59 h0000  | LG AllgäuThomas Kotissek Michael Laur Hennig Dörries                           | 3:27:43 h0000                               |
| 6-Stunden-Lauf (DUV)                     | Martin Müller (Hamburg Running)                                                        | 84,011 km CR   | Patrick Kaczynski (Sporttrend Ultralaufteam)                            | 82,900 km      | Daniel Greiner (SV Sömmerda)                                                   | 80,987 km                                   |
| 6-Stunden-Lauf (DUV) Mannschaftswertung  | SV Sömmerda Daniel Greiner Stefan Thiel Kevin Schünke                                  | 227,77 km CR0  | Spiridon FrankfurtChristoph Lux Johannes Minet Florian Kaltenbach       | 222,75 km0     | ASV Zeuthen Andreas Hentze Thomas Kirstein Marek Neumann                       | 215,60 km0                                  |
| Ultratrail (DUV) 66 km / 2760 hm         | Pierre-Emmanuel Alexandre (TV Schriesheim)                                             | 5:29:38 h0000  | Lennard Muschinski (Bautzener LV Rot-Weiß 90)                           | 5:43:42 h0000  | Johannes Wingenfeld (Ultratrailrunning Erlangen)                               | 5:44:25 h0000                               |
| Ultratrail (DUV) Mannschaftswertung      | DJK SC VorraSven Starklauf Daniel Sauer Marius Schmidt                                 | 20:13:15 h0000 | SV SömmerdaDaniel Greiner Stefan Thiel Kevin Schünke                    | 20:41:31 h0000 | TSV DinkelsbühlMichael Lutz Florian Zech Michael Kuhbach                       | 21:15:11 h0000                              |
| 24-Stunden-Lauf (DUV)                    | Norman Mascher-Aspensjö (SCC Berlin)                                                   | 243,247 km000  | Eike Kleiner (LG Ultralauf)                                             | 229,475 km     | Manuel Tuna (LG Kindelsberg)                                                   | 217,747 km                                  |
| 24-Stunden-Lauf (DUV) Mannschaftswertung | LG UltralaufEike Kleiner Klaus Haake Adam Hetmanski                                    | 633,263 km000  | Lauffeuer FröttstädtDominik Voigt Marcel Tobias Petermann Aurel Weber   | 590,66 km      | TV RefrathAlexander Hoerniss Niklas von der Assen Lukas Kley                   | 567,574 km                                  |

### Frauen
| Disziplin                                | Gold                                                                               | Leistung        | Silber                                                                               | Leistung                                   | Bronze                                                                              | Leistung       |
| ---------------------------------------- | ---------------------------------------------------------------------------------- | --------------- | ------------------------------------------------------------------------------------ | ------------------------------------------ | ----------------------------------------------------------------------------------- | -------------- |
| 100 m Wind: −1,8 m/s                     | Gina Lückenkemper (SCC Berlin)                                                     | 11,17 s000      | Sophia Junk (LG Rhein-Wied)                                                          | 11,33 s00                                  | Sina Mayer (LAZ Zweibrücken)                                                        | 11,37 s00      |
| 200 m Wind: +1,3 m/s                     | Sophia Junk (LG Rhein-Wied)                                                        | 22,82 s000      | Jessica-Bianca Wessolly (VfL Sindelfingen)                                           | 22,93 s00                                  | Talea Prepens (TV Cloppenburg)                                                      | 23,23 s00      |
| 400 m                                    | Skadi Schier (SCC Berlin)                                                          | 51,90 s000      | Elisa Lechleitner (LAZ Ludwigsburg)                                                  | 52,07 s00                                  | Jana Lakner (LG Telis Finanz Regensburg)                                            | 52,30 s00      |
| 800 m                                    | Smilla Kolbe (Eintracht Frankfurt)                                                 | 2:02,57 min0    | Majtie Kolberg (LG Kreis Ahrweiler)                                                  | 2:03,33 min                                | Lucia Sturm (TSV Moselfeuer Lehmen)                                                 | 2:03,81 min    |
| 1500 m                                   | Jolanda Kallabis (FT 1844 Freiburg)                                                | 4:25,90 min0    | Nele Weßel (TV Waldstraße Wiesbaden)                                                 | 4:25,90 min                                | Verena Meisl (TV Wattenscheid 01)                                                   | 4:26,50 min    |
| 5000 m                                   | Lea Meyer (VfL Löningen)                                                           | 15:26,33 min0   | Elena Burkard (LG farbtex Nordschwarzwald)                                           | 15:27,43 min                               | Konstanze Klosterhalfen (TSV Bayer 04 Leverkusen)                                   | 15:36,77 min   |
| 10.000 m                                 | Elena Burkard (LG farbtex Nordschwarzwald)                                         | 31:40,79 min0   | Eva Dieterich (LAV Stadtwerke Tübingen)                                              | 31:45,18 min                               | Kiara Nahen (LC Paderborn)                                                          | 33:05,87 min   |
| Halbmarathon                             | Esther Pfeiffer (Düsseldorf Athletics)                                             | 1:10:01 h00000  | Blanka Dörfel (SCC Berlin)                                                           | 1:10:27 h 0000                             | Tanja Neubert (nextgendingmad e.V.)                                                 | 1:11:40 h 0000 |
| Halbmarathon Mannschaftswertung          | LG Region KarlsruheMelina Wolf Sophia Kaiser Jule Hedwig                           | 3:51:03 h00000  | LC KronshagenJulia Kümpers Nele Wellbrock Svea Timm                                  | 4:04:51 h 0000                             | SCC BerlinBlanka Dörfel Christiane Niesch Sabine Lahmann                            | 4:20:22 h 0000 |
| Marathon                                 | Domenika Mayer (LG Telis Finanz Regensburg)                                        | 2:24:22 h00000  | Laura Hottenrott (PSV Grün-Weiß Kassel)                                              | 2:27:06 h0000                              | Deborah Schöneborn (SCC Berlin)                                                     | 2:29:30 h0000  |
| Marathon Mannschaftswertung              | Lauftreff SchweichMichelle Bauer Pia Von Keutz Tine Hausmann                       | 8:41:47 h00000  | MTG MannheimSylvie Müller Jasmin Volz Susanne Straten                                | 8:44:50 h0000                              | Braunschweiger LaufclubKatharina Saathoff Anne Schloßer Hanna Körber                | 9:06:05 h0000  |
| 50-km-Straßenlauf                        | Sylvie Müller (MTG Mannheim)                                                       | 3:20:58 h CR00  | Verena Cerna (SSV Ulm)                                                               | 3:23:01 h0000                              | Friederike Schoppe (LSG Goldener Grund Selters)                                     | 3:28:20 h0000  |
| 50-km-Straßenlauf Mannschaftswertung     | LG Nord Berlin UltrateamAlmut Dreßler-Ahlburg Jana Seel Katrin Grigalat            | 11:27:18 h00000 | Roadrunners SüdbadenMeike Freudenreich Rahel Roth Katharina Oswald                   | 12:15:41 h0000                             | LG Mauerweg Berlin e.V.Svende Albrecht Sandra Kötzle Nina Blisse                    | 13:13:07 h     |
| 100 m Hürden Wind: −0,4 m/s              | Ricarda Lobe (MTG Mannheim)                                                        | 12,93 s000      | Amira Never (LAC Erdgas Chemnitz)                                                    | 12,96 s00                                  | Lia Flotow (1. LAV Rostock)                                                         | 13,02 s00      |
| 400 m Hürden                             | Eileen Demes (TV 1861 Neu-Isenburg)                                                | 54,34 s CR      | Elena Kelety (Frankfurt Athletics)                                                   | 54,68 s00                                  | Vivienne Morgenstern (Dresdner SC)                                                  | 55,53 s00      |
| 3000 m Hindernis                         | Adia Budde (LAV Stadtwerke Tübingen)                                               | 9:45,48 min0    | Olivia Gürth (Silvesterlauf Trier)                                                   | 9:46,18 min                                | Carolin Hinrichs (VfL Löningen)                                                     | 9:53,87 min    |
| 4 × 100 m Staffel                        | TSV Bayer 04 LeverkusenAllegra Hildebrand Lea Wiethoff Amelie Dierke Marlene Meier | 44,29 s000      | Hamburger SVLouise Wieland Vanessa Baldé Line Schröder Lena Anochili                 | 44,44 s00                                  | Cologne AthleticsAlexandra Burghardt Lea Sophie Benzin Tiffany Eidner Jessie Maduka | 44,81 s00      |
| 4 × 400 m Staffel                        | SCC BerlinLena Leege Michelle Janiak Anouk Krause-Jentsch Alica Schmidt            | 3:39,71 min{0   | TSV Bayer 04 LeverkusenBrenda Cataria-Byll Lea Wiethoff Marie Dehning Judith Franzen | 3:46,04 min                                | TV HerkenrathSophie Gesche Laura Gesche Kathrin Höller Nele Renneberg               | 3:54,71 min    |
| 3 × 800 m Staffel                        | LAV Stadtwerke TübingenBentje Hoffmann Laura Wilhelm Adia Budde                    | 6:33,12 min{0   | VfL LöningenXenia Krebs Carolin Hinrichs Lera Miller                                 | 6:35,17 min                                | Cologne AthleticsNatalie Füllgraf Berit Janowitz Vera Coutellier                    | 6:38,39 min    |
| 10.000-m-Bahngehen                       | Kylie Garreis (LG Vogtland)                                                        | 47:38,87 min0   | Tabea Kiefer (Eintracht Frankfurt)                                                   | 48:02,28 min                               | Lena Sonntag (SC Potsdam)                                                           | 48:49,98 min   |
| 20-km-Straßengehen                       | Lena Sonntag (SC Potsdam)                                                          | 1:40:50 h00000  | Ada Junghannß (Erfurter LAC)                                                         | 1:41:35 h0000                              | Anna-Maria Gabriel (OSC Potsdam)                                                    | 1:45:14 h0000  |
| 35-km-Straßengehen                       | Bianca Schenker (LG Vogtland)                                                      | 3:24:05 h00000  | nur eine Geherin im Wettbewerb und im Ziel                                           | nur eine Geherin im Wettbewerb und im Ziel |                                                                                     |                |
| Hochsprung                               | Christina Honsel (TV Wattenscheid 01)                                              | 1,91 m          | Imke Onnen (Cologne Athletics)                                                       | 1,89 m                                     | Bianca Stichling (TSV Bayer 04 Leverkusen)                                          | 1,86 m         |
| Stabhochsprung                           | Friedelinde Petershofen (SV Werder Bremen)                                         | 4,20 m          | Anjuli Knäsche (VfB Stuttgart)                                                       | 4,20 m                                     | Clara Rentz (TSV Bayer 04 Leverkusen)                                               | 4,10 m         |
| Weitsprung                               | Malaika Mihambo (LG Kurpfalz)                                                      | 6,82 m          | Imke Daalmann (TSV Bayer 04 Leverkusen)                                              | 6,52 m                                     | Libby Buder (TSG Bergedorf)                                                         | 6,45 m         |
| Dreisprung                               | Caroline Joyeux (LG Nord Berlin)                                                   | 14,24 m         | Kira Wittmann (Hannover 96)                                                          | 13,97 m                                    | Jessie Maduka (Cologne Athletics)                                                   | 13,89 m        |
| Kugelstoßen                              | Yemisi Ogunleye (MTG Mannheim)                                                     | 19,29 m         | Alina Kenzel (VfB Stuttgart)                                                         | 18,56 m                                    | Katharina Maisch (LV 90 Erzgebirge)                                                 | 18,31 m        |
| Diskuswurf                               | Marike Steinacker (TSV Bayer 04 Leverkusen)                                        | 65,56 m         | Shanice Craft (SV Halle)                                                             | 64,05 m                                    | Kristin Pudenz (OSC Potsdam)                                                        | 63,25 m        |
| Hammerwurf                               | Aileen Kuhn (Eintracht Frankfurt)                                                  | 70,92 m         | Samantha Borutta (Eintracht Frankfurt)                                               | 67,58 m                                    | Nova Queen Kienast (SCC Berlin)                                                     | 65,58 m        |
| Speerwurf                                | Kathrin Walter (TSV Bayer 04 Leverkusen)                                           | 56,23 m         | Annika-Marie Fuchs (OSC Potsdam)                                                     | 55,95 m                                    | Lorena Frühn (LG Offenburg)                                                         | 54,75 m        |
| Siebenkampf                              | Sandrina Sprengel (LG Steinlach-Zollern)                                           | 6315 Pkte.      | Lara Siemer (TSV Bayer 04 Leverkusen)                                                | 5853 Pkte.                                 | Mareike Rösing (USC Mainz)                                                          | 5831 Pkte.     |
| Berglauf 9,7 km/1420 Höhenmeter          | Nina Engelhard (PSV Grün-Weiß Kassel)                                              | 1:09:02 h00000  | Laura Hottenrott (PSV Grün-Weiß Kassel)                                              | 1:11:12 h0000                              | Julia Ehrle (LG Farbtex Nordschwarzwald)                                            | 1:13:54 h0000  |
| Berglauf Mannschaftswertung              | SSC Hanau-RodenbachFranziska Althaus Kerstin Bertsch Sarah Winterstein             | 4:08:07 h00000  | PSV Grün-Weiß KasselNina Engelhard Laura Hottenrott Sonja Ginter                     | 4:13:44 h0000                              | LG Region KarlsruheSaskia Haug Caroline Grauer Agni Alemany                         | 4:28:47 h0000  |
| 6-Stunden-Lauf (DUV)                     | Anne Stephan (Die Laufpartner)                                                     | 73,222 km       | Christine Fischer-Bedtke (LG eXa Leipzig)                                            | 72,499 km                                  | Christiane Neidiger (Die Laufpartner)                                               | 71,394 km      |
| 6-Stunden-Lauf (DUV) Mannschaftswertung  | Die LaufpartnerAnne Stephan Christiane Neidiger Marieke Broeren                    | 209,93 km0      | LG Mauerweg BerlinSvende Albrecht Sandra Kötzle Manuela Schiebuhr                    | 184,65 km0                                 | LG UltralaufAnke Libuda Rita Nowottny-Hupka Sylvia Faller                           | 177,79 km0     |
| Ultratrail (DUV) 66 km / 2760 hm         | Beliana Hilbert (Ultratrailrunning Erlangen)                                       | 6:26:37 h00000  | Carol-Ann Eberle (SSV Wildpoldsried)                                                 | 6:45:41 h0000                              | Theresa Döpping (LFV Oberholz)                                                      | 6:56:36 h0000  |
| Ultratrail (DUV) Mannschaftswertung      | Landau Running CompanyAnna Leidner Silke Herrgen Sonja Moser                       | 25:46:00 h00000 | Trailrunning SquadSarah Gnoycke Saskia Blatt Ute Hammerschmidt                       | 28:32:57 h0000                             | LG Mauerweg BerlinNina Blisse Antje Matthiesen Kristin Drechsler                    | 30:19:44 h0000 |
| 24-Stunden-Lauf (DUV)                    | Katrin Ochs (LG Filder)                                                            | 212,289 km      | Rabea Reinhold (Husumer SV)                                                          | 204,300 km                                 | Sigrid Hoffmann (LG Westerwald)                                                     | 201,084 km     |
| 24-Stunden-Lauf (DUV) Mannschaftswertung | LG Mauerweg Berlin ILore Steiner Mandy Gandecki Dorothee Serries                   | 537,015 km      | LG UltralaufAntje Knobloch Petra Fornaçon Gisela Vorstermanns                        | 498,228 km                                 | LG Mauerweg Berlin IIKristin Drechsler Nicole Linke Birgit Roth                     | 462,936 km     |

### Mixed
| Disziplin         | Gold                                                                     | Leistung    | Silber                                                                                       | Leistung    | Bronze                                                                  | Leistung    |
| ----------------- | ------------------------------------------------------------------------ | ----------- | -------------------------------------------------------------------------------------------- | ----------- | ----------------------------------------------------------------------- | ----------- |
| 4 × 400 m Staffel | Frankfurt AthleticsSven Müller Elena Kelety Finn Kohlenbach Sabrina Heil | 3:24,57 min | TSV Bayer 04 LeverkusenYounes El Makrini Brenda Cataria-Byll Philip Steinmann Judith Franzen | 3:28,84 min | TSV GräfelfingJakob Ngom Sophie Ochmann Fabian Riegelsberger Irina Gorr | 3:32,74 min |

## Videolink
- Deutsche Meisterschaft im 24-Stunden-Lauf Gotha, Video zur DM 24-Stunden-Lauf, ardmediathek.de, abgerufen am 20. Juni 2025